# A budapesti Ajtósi Dürer sor épületeinek listája
Az alábbi lista a budapesti Ajtósi Dürer sor épületeit mutatja be.

### 1–10.
| Kép | Szám | Név                    | Építés ideje   | Tervező                                            | Stílus                 | Megjegyzés |
| --- | ---- | ---------------------- | -------------- | -------------------------------------------------- | ---------------------- | --- |
|     | 1.   | Csányi-ház             | 1906 vagy 1907 | Dénes Dezső vagy Paulheim István és Stahuljaj Iván | szecessziós            | Az eredeti homlokzat jóval díszesebb volt. |
|     | 2–6. | Hermina Business Tower | 1977           | Tolnay Lajos és Herald László                      | modern                 | Az út egyetlen páros oldalon lévő épülete. Ráadásul az út végén, a 37. és 39. számmal szemben áll. Az előtte lévő, páros oldali telkek nincsenek beszámozva, ott a Városliget van. 1977 januárjában Tolnay Lajos és Herald László tervei alapján készült el a Metalimpex-Konsumex külkereskedelmi vállalatok közös székháza. 2001 januárjában jelentős felújítás történt az ikertoronyokon, amely azóta Hermina Business Towers néven működik. |
|     | 3.   | ötemeletes lakóház     | 19. sz.        |                                                    | historizáló-eklektikus | Az eredeti homlokzat feltehetően jóval díszesebb volt. |
|     | 5.   | ötemeletes lakóház     | 19. sz.        |                                                    | historizáló-eklektikus | |
|     | 7.   | négyemeletes lakóház   | 1883           | Reinisch Ferdinand vagy Henrik                     | historizáló-eklektikus | 1958-ban még eredeti homlokzattal, 1970-ben már ráépítéssel. |
|     | 9.   | háromemeletes lakóház  | 1905           |                                                    | szecessziós            | |

### 11–20.
| Kép | Szám | Név                                                  | Építés ideje | Tervező                      | Stílus                 | Megjegyzés |
| --- | ---- | ---------------------------------------------------- | ------------ | ---------------------------- | ---------------------- | --- |
|     | 11.  | ötemeletes lakóház                                   | 19. sz.      |                              | historizáló-eklektikus | |
|     | 13.  | háromemeletes lakóház                                | 19. sz.      |                              | historizáló-eklektikus | |
|     | 15.  | A Szent István Gimnázium épülete                     | 1907–1908    | Giergl Kálmán és Korb Flóris | szecessziós            | |
|     | 17.  | építés alatt álló (2023) irodaház                    | 2023         |                              | modern                 | Helyén állt a Politikai Főiskola egyik épülete. (1970-es évek) |
|     | 19.  | az egykori Sacré Cœur Leánynevelő Intézet apácazárda | 1883         | Rimanóczy Gyula              | neoromán               | Az egykori Sacré Cœur Leánynevelő Intézet épülete, Rimanóczy Gyula tervezte 1938-ban. A zárdát 1949-ben feloszlatták, épületében a Magyar Dolgozók Pártja pártfőiskolát rendezett be. 1968-1989 között itt működött az MSZMP Politikai Főiskola. A rendszerváltást követően a helyén 1990-2003 között az ELTE Bölcsészettudományi Kar nyelvi karai működtek. 2008-2020 között a földszintje Dürer Kert néven romkocsma és koncerthelyszínként, az emeleti termei pedig Keleti Blokk néven próbahelyszínként funkcionáltak. A meghagyott műemlék kastélyt 2021-2024 között irodaházzá, a hajdan dús dús növényzetű kertjét pedig zsúfolt lakóparkká átépítették át. |

### 21–30.
| Kép | Szám | Név                                                           | Építés ideje | Tervező                                     | Stílus      | Megjegyzés |
| --- | ---- | ------------------------------------------------------------- | ------------ | ------------------------------------------- | ----------- | --- |
|     | 21.  | az egykori Sacré Cœur Leánynevelő Intézet elemi iskolaépülete | 1897–1898    |                                             | neoromán    | 2022-ben lebontották. |
|     | 23.  | kilencemeletes irodaház                                       | 1970-es évek |                                             | modern      | |
|     | 25/b | Zala-villa                                                    | 1899–1901    | Lechner Ödön, Bálint Zoltán és Jámbor Lajos | szecessziós | Zala György szobrászművész egykori szecessziós stílusú villája, amit Lechner Ödön, Bálint Zoltán és Jámbor Lajos tervezett 1900-ban. Az országos műemlékjegyzék városképi jelentőségű épületként tartja számon. |
|     | 25/a | háromemeletes lakóház                                         | 20. sz.      |                                             | modern      | |
|     | 27/a | Hoffenreich-villa (I.)                                        | 1911         | Himmler Miksa                               | szecessziós | Himmler Miksa tervei alapján 1911-ben, Hoffenreich Mórnak épített ház. |
|     | 27/b | Hoffenreich-villa (II.)                                       | 1911         | Himmler Miksa                               | szecessziós | Himmler Miksa tervei alapján 1911-ben, Hoffenreich Mórnak épített ház. |
|     | 29.  | kétemeletes lakóház                                           | 20. sz.      |                                             | modern      | |

### 31–40.
| Kép | Szám                | Név                                       | Építés ideje  | Tervező                                | Stílus      | Megjegyzés              |
| --- | ------------------- | ----------------------------------------- | ------------- | -------------------------------------- | ----------- | ----------------------- |
|     | 31.                 | kétemeletes lakóház                       | 20. sz. eleje |                                        | szecessziós |                         |
|     | 33.                 | egyemeletes lakóház                       | 20. sz.       |                                        | modern      |                         |
| 35. | egyemeletes lakóház | 20. sz.                                   |               | modern                                 |             |                         |
|     | 37.                 | Teleki Blanka Gimnázium                   | 1901–1902     | Baumgarten Sándor és Herczegh Zsigmond | szecessziós | Volt Erzsébet Nőiskola. |
|     | 39.                 | Vakok Általános Iskolája és Nevelőotthona | 1900–1901     | Baumgarten Sándor és Herczegh Zsigmond | szecessziós |                         |

## Egyéb irodalom, hivatkozások
- Budapest lexikon. Főszerk. Berza László. 2. bőv., átdolg. kiad. Budapest, 1993. Akadémiai K. ISBN 9630564092
- Budapest teljes utcanévlexikona. Szerk. Ráday Mihály. (hely nélkül): Sprinter. 2003.  ISBN 963 9469 06 8
- Google térkép adatai
- szecessziosmagazin térkép adatai
- Openstreetmap térkép adatai
- Gerle János – Kovács Attila – Makovecz Imre: A századforduló magyar építészete. Szépirodalmi Könyvkiadó, Budapest, 1990, ISBN 963-15-4278-5
- (szerk.) Fodor Béla: Zuglói lexikon, Herminamező Polgári Köre, 2009, ISBN 978-963-9935-05-1 (léteznek a műből 1998-as, 2003-as és 2015-ös kiadások is, elektronikusan a 2009-es elérhető)
- Zsuppán András: Park helyett hét emeletnyi üveg és beton: NER-hátszéllel jön brutális beépítés a Liget szélén (valaszonline.hu, 2022. jan. 20.)
- Hatvanéves a XIV. kerületi elöljáróság: Zugló városrészeinek históriai kalauza. Zugló: Herminamező Polgári Köre, 57-59. o. (1995). ISBN 9630356759
- Utak, utcák, terek – sorok. In  Buza Péter: Herminamező: Fejezetek egy városrész történetéből. Budapest: Herminamező Polgári Köre. 1992.   151–152. o. ISBN 963-04-1698-0